# Stanisław Jerzy Marcinkiewicz
Stanisław Jerzy Marcinkiewicz herbu Łabędź – sędzia ziemski upicki w latach 1696–1712, podsędek upicki do 1694 roku, wojski upicki w latach 1666–1678.
Jako poseł upicki na sejm elekcyjny 1669 roku podpisał pacta conventa Michała Korybuta Wiśniowieckiego w 1669 roku. Poseł na sejm pacyfikacyjny 1699 roku z powiatu upickiego.